# 情動
情動（じょうどう、emotion）とは、
- （心理学用語）怒り、恐れ、喜び、悲しみなど、比較的急速に引き起こされた一時的で急激な感情の動きのこと[1]。
- 比較的短期の感情の動き[要出典]。

## 概説
「個体・個人を動機づけるものとしての英語affectの訳語としての「情動」は様々な議論を呼んでいる」。英語affectの訳語として選択された「情動」は、元来の日本語の用法とは異なっている。
専門用語としては学問ごとに意味が異なる場合がある。
主に「興奮」が中心的であるが、「不安」「快不快」も情動として扱える。一般的な「怒り」「喜び」「悲しみ」を情動とするか、感情とするかは、心理学、脳科学、医学、認知科学、それぞれの立場により異なる。
人間の感情はきわめて複雑であり、簡単に区別・分類できるものではない。ただし、「基本的には食欲や性欲など本能的な欲求にかかわる感情と、人間が独特にもっている尊敬や慈しみなどの感情に大別することができる」とされることがある。
医学や脳科学の専門用語としては「情動」は前者の感情を指し、人間的な感情とは区別して考えられている。情動を構成するものは「快情動」と「不快情動」であり、食料を得るための「接近行動」は快情動、敵に対する「攻撃行動」や「回避行動」は不快情動によって引き起こされるものであり、生物として生存するためにきわめて重大な役割を持っている。脳の中で情動の根源的な部分は扁桃体であると考えられており、1937年、米国の精神科医ハインリッヒ・クリューバーとポール・ビューシーは、側頭葉を損傷したサルの実験で、サルが不快情動を失い、食べられるものと食べられないものを区別できなくなり、ヘビなどの敵に対しても警戒心を持たなくなってしまった症例が報告されている。これはネコやサルの扁桃体だけを破壊しても起こる症状であることが確認されており、「クリューバー・ビューシー症候群」と呼ばれている。

## 神経科学
情動と感情
アントニオ・ダマシオによると、「情動と定義が似ている感情は、高次の機能である」としている。自律神経に反映される身体反応や状況判断、予測などの高次認知機能（大脳皮質・前頭前野などで処理される）を含む。それゆえ、処理とその作用時間が比較的長時間にわたる「認知ラベル」である。したがって、認知確認後の影響によって評価された状態を表す。また、大脳皮質には、種々のホルモンによる主食作用が関与するため、情動よりも個人差が大きい。しかし、最新の研究では情動を基本として認知影響を脳の前頭前野や島の活動の分析から解析する研究が進んでいる。

## 生理学的説明
生理学的には、情動とは短時間で強く作用する脳とホルモンや免疫系、生体物質での興奮の状態としての「生理反応」である。反応にはあまり個人差が出ないと考えられる。

## 情動を巡る論争
情動の原因を何とするかについては、学問において議論が交わされてきた歴史がある。
情動の原因を巡る主張の相違に関して有名な歴史論争として、ジェームズ・ランゲJames-Lange（1890年）、キャノン・バードCannon-Bard（1927年）、シャクター・シンガーSchachter-Singer（1964年）らの論争がある。「感情は生理要素の認知からくる」とするジェームズ・ランゲ説と， 「脳神経系からくる」とするキャノン・バート説と、「周囲の環境で人は自分の感情ですら勘違いしてしまう」とするシャクター・シンガー理論（情動の二要因説）がある。この三説間の論争である。
脳が原因であるか、ホルモンや免疫系などの生体物質が原因であるのか、何らかの外的要因（誘発）や内的要因（創発）を原因とした身体反応であるのかは、全ての生理信号（脳、生体分泌物質、ホルモン、身体反応など）をリアルタイムに同時計測する方法以外では検証・実証が難しい。感情の起源については、現在でも科学では明確な答えが出ていない。情動・感情の基本問題ともされている。
- ジェームズ・ランゲ説：身体変化の認知が情動を生むという説。ウィリアム・ジェームズとカール・ランゲ（デンマーク語版、英語版）による。
  - 情動は(1)外部刺戟→(2)身体反応→(3)身体反応の意識化の順に生じる。身体反応は状況認知の直接結果であり，主観情動体験の付属物ではない。情動は身体反応（の認知）の影響を受ける。アルコールを飲むと気分が変わる、女性の犯罪の62%は月経直前の1週間に起こり、月経直後は2%しか起こらないことを根拠にする。
- キャノン・バート説：中枢起源説。視床が情動反応を調整する中枢であると生理学者ウォルター・B・キャノンが提唱、フィリップ・バード（スペイン語版）が動物実験で実証した。
  - 情動は(1)知覚→(2)視床の興奮→(3)情動反応（末梢）と情動体験（皮質）の順に起こる。
  - キャノンとバードの実験：キャノンは情動と生理学の先駆研究を最初に行った。大脳皮質を除去された犬は"偽の怒り"(sham rage)と呼ばれる攻撃を伴わない 威嚇の表出を見せる。このことを踏まえ、猫の皮質、視床、視床下部を除去する実験を行った。 皮質、視床、視床下部の前部を除去しても偽の怒りが見られる。しかし、視床下部が全て除去されるとこの行動が見られなくなる。現在では、情動には視床下部、大脳辺縁系、網様体、大脳新皮質などが関与していると考えられている。
  - また、キャノンとバード以外にも，M.D.エガーとJ.P.フリンによる猫の攻撃実験（1963年）、ジェームズ・オールズ（英語版）とピーター・ミルナー（英語版）によるネズミの報酬価実験（1954年）などがある。
- シャクター・シンガー理論 : 情動は身体反応とその原因の認知の両方が不可欠（情動の二要因説）とする。社会心理学者スタンレー・シャクターとジェローム・シンガー（英語版）によって提唱された。
  - 大学生に興奮剤としてアドレナリンを投与して実験した。実験の結果，身体反応が同じでも、状況によって喜び、怒りは異なることを確認した。感情は（ランゲの主張する）身体反応の知覚そのものではなく、身体反応の原因を説明するためにつけた認知解釈のラベルであるとする。
  - 実験の詳細：6つの被験者グループを作り実験を行った。身体に与える影響（心拍上昇など）について、「1. 正しく教示された」「2. 偽の影響が教示された」「3. 影響について教示されない」の3つの教示グループを作り、それぞれアドレナリンと生理食塩水を注射したグループを作った。注射後、「サクラ」のいる部屋に被験者は入れられた。この「サクラ」は，怒りを誘う「サクラ」と、喜びを誘う「サクラ」である。部屋を出た被験者（主体）に感情を聞き、身体反応が同じでも、状況によって感情が違うことを突き止めた。

## 関連文献
日本語のオープンアクセス文献
- 藤井俊勝、平山和美、深津玲子、大竹浩也、大塚祐司、山鳥重「ヒトの脳損傷研究から見た情動のメカニズム」『日本薬理学雑誌』第125巻第2号、2005年2月1日、83-87頁、doi:10.1254/fpj.125.83、NAID 10014465501。